# Ein Sonntag im August
Der italienische Spielfilm Ein Sonntag im August (Originaltitel: Domenica d’agosto) entstand 1950 und schildert einen Sonntag, den die Römer Bevölkerung am Strand von Ostia verbringt. Als Ensemblefilm flicht er die Erlebnisse mehrerer Hauptfiguren zum Porträt einer Gesellschaftsschicht. In einem seiner früheren Filmauftritte spielt Marcello Mastroianni eine kleine Rolle als gutgläubiger, grundehrlicher Mann aus dem Volk.
Im Jahr 2008 wurde die Filmkomödie auf die offizielle, vom italienischen Kulturministerium gebilligte Liste „100 erhaltenswerte italienische Filme“ aufgenommen. Die 100 ausgewählten Filme entstanden zwischen 1942 und 1978 und haben das kollektive Gedächtnis Italiens maßgeblich geprägt.

## Handlung
An einem heißen Augustsonntag zieht es die Einwohner Roms ans Meer. In vollgestopften Bussen, auf Fahrrädern, in alten klapprigen und in neueren Automobilen drängen sie auf der Straße nach Ostia zum Strand. Einige dieser Menschen holt die Erzählung aus der anonymen Masse heraus.
Luciana will den eher armen Verhältnissen entfliehen, in denen sie lebt. Sie trennt sich von ihrem arbeitslosen Verlobten Roberto und steigt ins Auto ihres neuen Verehrers. Dieser führt sie in adlige  Gesellschaftskreise ein, wo jedoch ein Baron ihr nachstellt, sodass sie schließlich davonläuft. Ein Witwer gibt seine kleine Tochter in einem katholischen Internat ab, weil die Frau, mit der er zusammenlebt, mehr Zeit mit ihm allein verbringen will. Ihm wird aber die Hohlheit seiner Beziehung klar, als er am Strand eine nette, alleinstehende Mutter kennenlernt. Er verlässt seine Partnerin und holt die Kleine aus dem Internat zurück. Die Jugendliche Marcella ist mit ihren Eltern nach Ostia gekommen. Angewidert von den ordinären jungen Männern am öffentlichen Strand schleicht sie sich unter dem Zaun hindurch auf den Strandabschnitt eines vornehmen Klubs. Dort lernt sie Enrico kennen, mit dem sie sich siezt und eine gehobene Konversation führt. Beide verheimlichen voreinander, der Arbeiterschicht anzugehören. Sie rudern zusammen aufs Meer hinaus, verlieren die Kontrolle über ihren Katamaran und kehren stark verspätet zurück. Nicht alle Erlebnisse spielen sich am Strand ab: Das Dienstmädchen Rosetta, verlobt mit dem Verkehrspolizisten Ercole, ist schwanger, weshalb ihr die Herrschaften gekündigt haben. Für die Zeit bis zur Heirat braucht sie eine Unterkunft, denn Ercole muss als Lediger in der Kaserne logieren. Roberto, der verlassene Verlobte von Luciana, hat sich während ihrer Abwesenheit an einem Einbruchsdiebstahl beteiligt, um an Geld zu kommen. Als sie aus Ostia zurückkehrt, muss sie mit ansehen, wie er von der Polizei abgeführt wird. Dafür entdeckt Marcella bei der Ankunft in ihrem Wohnquartier, dass Enrico ebenfalls dort wohnt; für die Verliebten spielt ihr Stand keine Rolle mehr.

## Kritiken
Der Corriere della Sera schrieb 1950: „Der beste Teil des Films ist der, in dem das Geschehen ganz spontan wirkt, fast als wäre es vor der Kamera ohne vorherige Proben improvisiert worden . Es ist ohne Belang, dass Emmer dabei dem Stil und der Art des Dokumentarfilms treu bleibt. Hingegen ist wichtig, dass ihm und dem Drehbuchautor Amidei immer wieder eine für den heutigen Film ungewöhnliche Ausdruckskraft gelang. Dem Film kommt auch zugute, dass für eine so neue und schwierige Geschichte zum Teil keine routinierten Schauspieler, sondern gute unbekannte Darsteller eingesetzt wurden.“ Im Nachruf auf Emmer 2009 im Guardian wurde der Streifen beschrieben als „bescheiden und lustig, von Leidenschaft erfüllt, ohne vulgär zu sein“. Er soll in Europa wie außerhalb viel Anklang gefunden haben. Das Lexikon des Internationalen Films sieht es differenziert: „Der erste Spielfilm Emmers verrät außer Begabung zur Schauspielerführung genaue Beobachtungsgabe und die Liebe zum Detail und der Poesie des Alltäglichen. Die einzelnen Episoden - teils realistisch, teils sanft satirisch angelegt - sind künstlerisch nicht gleichrangig und nicht immer logisch miteinander verflochten.“

## Synchronisation
Es existieren zwei deutsche Synchronfassungen, beide entstanden im DEFA Studio für Synchronisation in Ost-Berlin. Für die erste Fassung schrieb Hildegard Heyne das Dialogbuch, während Bodo Francke Regie führte. Die zweite Fassung entstand nach einem Dialogbuch von Wolfgang Krüger und unter der Regie von Johannes Knittel.
| Rolle     | Darsteller           | Synchronsprecher (Kino 1955) | Synchronsprecher (TV 1982) |
| --------- | -------------------- | ---------------------------- | -------------------------- |
| Marcella  | Anna Baldini         | Brigitte Stroh               | ?                          |
| Adriana   | Vera Carmi           | ?                            | Sonja Deutsch              |
| Mantovani | Emilio Cigoli        | Günther Simon                | Wolfgang Lohse             |
| Meloni    | Andrea Compagnoni    | ?                            | Ernst Meincke              |
| Iolanda   | Anna Di Leo          | ?                            | Marijam Agischewa          |
| Enrico    | Franco Interlenghi   | ?                            | Joachim Kaps               |
| Perrone   | Salvo Libassi        | ?                            | Horst Lampe                |
| Luciana   | Elvi Lissiak         | ?                            | Roswitha Hirsch            |
| Ines      | Pina Malgarini       | Ursula Braun                 | Micaëla Kreißler           |
| Ercole    | Marcello Mastroianni | ?                            | Dieter Memel               |
| Rosetta   | Anna Nedici          | ?                            | Ingrid Schwienke           |
| Catone    | Fernando Milani      | Horst-Hans Jochmann          | Winfried Freudenreich      |
| Mesmè     | Ione Morino          | ?                            | Trude Brentina             |
| Fernanda  | Ave Ninchi           | Lou Seitz                    | Evamaria Bath              |
| Nora      | Nora Sangro          | ?                            | Birgit Frohriep            |
| Silvestri | Corrado Verga        | ?                            | Karl Heinz Oppel           |
| Renato    | Mario Vitale         | ?                            | Klaus Nietz                |
| Roberto   | Massimo Serato       | ?                            | Joachim Siebenschuh        |

Des Weiteren sprachen in der ersten Fassung: Herbert Grünbaum, Jutta Plettenberg, Kurt Mühlhardt, Ingrid Ohlenschläger, Werner Röwekamp, Hans Behnke, Norbert Christian, Ursula Mundt, Kurt Ullrich und Hans-Joachim Martens.